# The Nation (Thái Lan)
The Nation là một nhật báo giấy khổ rộng bằng tiếng Anh được thành lập năm 1971, xuất bản ở Bangkok, Thái Lan, và thuộc sở hữu của Nation Multimedia Group. Phương châm của báo này được mô tả là kịch liệt phê phán chính phủ của ông Thaksin Shinawatra, và trung thành và ủng hộ cao độ đối với hội đồng quân sự Hội đồng An ninh quốc gia.
The Nation là một thành viên của Asia News Network. Đây là một trong hai tờ nhật báo bằng tiếng Anh ở Bangkok, tờ kia là Bangkok Post.

## Lịch sử
The Nation đã được các nhà báo thành lập năm 1971 với tên gọi The Voice of the Nation. Tên gọi này cuối cùng đã được rút ngắn lại như hiện nay.
Tờ báo này đã thay đổi đáng kể năm 1991, khi nhiều nhà báo Thái từ tờ Bangkok Post chuyển sang làm cho The Nation.